# Victor von Andrejanoff
Victor von Andrejanoff (* 22. Juli 1857 in Koslow; † 1. Dezember 1895 in Berlin) war ein deutsch-baltischer Schriftsteller. Er veröffentlichte unter dem Pseudonym Livonius.

## Leben
Er studierte von 1876 bis 1877 an der Kaiserlichen Universität Dorpat.

## Werke
- Dichtungen. Moskau, Riga, Odessa 1880.
- Dem Zar-Befreier! Riga 1881.
- Julian der Abtrünnige. Riga 1881
- Zum Licht!. Mitau 1882.
- Elfenbrautfahrt. Riga 1884.
- Frédéric Chopin. Riga 1884.
- Ein Büchlein Lyrik. Riga 1886.
- Neue Weisen. Riga 1890.
- Graf Nikolai Rehbinder. Riga 1896.
- Lettische Märchen. Leipzig 1896. Neuausgabe Hofenberg, Berlin 2013, ISBN 978-3-8430-2712-0.
- Lettische Volkslieder und Mythen. Halle (Saale) 1896.